# Льюис, Оливия
Оли́вия Лью́ис (англ. Olivia Lewis, род. 18 октября 1978, Корми, Мальта) — мальтийская певица, представительница Мальты на конкурсе песни Евровидение 2007.
Оливия начала петь ещё в раннем детстве, принимая участие к мюзиклах и музыкальных конкурсах. В 2005 стала участницей мальтийского джазового фестиваля, выступая вместе с «Paul Giordimaina’s Trio». В дальнейшем певица успешно принимала участие в международных джазовых фестивалях, занимая на них высокие позиции.
С 1997 певица неоднократно принимала участие в местном музыкальном конкурсе «Song for Europe» (победитель которого получает право представить Мальту на конкурсе песни Евровидение), практически всегда неудачно. Лишь в 2007 ей удалось стать его победительницей и отправится представлять свою страну на Евровидении в Хельсинки (Финляндия). Песня «Vertigo» заняла в полуфинале лишь 25-е место (из 28-ми), получив всего 15 баллов. Этот результат считается худшим у страны за все время участия в конкурсе. Позднее эта композиция стала саундтреком к одноимённому фильму.